# 南城街道 (舒兰市)
南城街道，是中华人民共和国吉林省吉林市舒兰市下辖的一个乡镇级行政单位。

## 行政区划
南城街道下辖以下地区：
站前社区、河南社区和新村社区。